# 小藍黑溝腳葉蚤
小藍黑溝腳葉蚤（学名：Hemipyxis changi）为金花蟲科溝腳葉蚤屬下的一个种。